# Óscar Tunjo
Óscar Tunjo (Cali, 1996. január 5. –) kolumbiai autóversenyző.

## Eredményei

### Teljes Formula Renault 3.5 Series eredménylistája
(Táblázat értelmezése)

(Félkövér: pole-pozícióból indult; dőlt: leggyorsabb kört futott) 

| Év   | Csapat      | 1     | 2     | 3     | 4     | 5     | 6        | 7        | 8        | 9        | 10      | 11       | 12       | 13       | 14       | 15       | 16       | 17      | Helyezés | Pont |
| ---- | ----------- | ----- | ----- | ----- | ----- | ----- | -------- | -------- | -------- | -------- | ------- | -------- | -------- | -------- | -------- | -------- | -------- | ------- | -------- | ---- |
| 2014 | Pons Racing | MNZ 1 | MNZ 2 | ALC 1 | ALC 2 | MON 1 | SPA 1 Ki | SPA 2 15 | MSC 1 10 | MSC 2 17 | NÜR 1 8 | NÜR 2 Ki | HUN 1 12 | HUN 2 Ki | LEC 1 18 | LEC 2 15 | JER 1 Ki | JER 2 7 | 22       | 11   |

### Teljes GP3-as eredménylistája
(Táblázat értelmezése)

(Félkövér: pole-pozícióból indult; dőlt: leggyorsabb kört futott) 

| Év   | Csapat            | 1          | 2          | 3          | 4          | 5          | 6          | 7       | 8       | 9       | 10      | 11         | 12         | 13      | 14      | 15      | 16      | 17      | 18      | Helyezés | Pont |
| ---- | ----------------- | ---------- | ---------- | ---------- | ---------- | ---------- | ---------- | ------- | ------- | ------- | ------- | ---------- | ---------- | ------- | ------- | ------- | ------- | ------- | ------- | -------- | ---- |
| 2015 | Trident           | ESP FEA 16 | ESP SPR 11 | AUT FEA 9  | AUT SPR 1  | GBR FEA 11 | GBR SPR 10 | HUN FEA | HUN SPR | BEL FEA | BEL SPR | ITA FEA    | ITA SPR    | RUS FEA | RUS SPR | BHR FEA | BHR SPR | ABU FEA | ABU SPR | 15.      | 17   |
| 2016 | Jenzer Motorsport | ESP FEA 8  | ESP SPR 2  | AUT FEA 14 | AUT SPR 13 | GBR FEA    | GBR SPR    | HUN FEA | HUN SPR | GER FEA | GER SPR | BEL FEA 15 | BEL SPR Ni | ITA FEA | ITA SPR | MAL FEA | MAL SPR | ABU FEA | ABU SPR | 16.      | 18   |

### Teljes Blancpain GT Európa eredménylistája
| Év   | Csapat                     | Osztály | 1       | 2        | 3        | 4       | 5        | 6        | 7        | 8       | 9        | 10       | Helyezés | Pont |
| ---- | -------------------------- | ------- | ------- | -------- | -------- | ------- | -------- | -------- | -------- | ------- | -------- | -------- | -------- | ---- |
| 2019 | Belgian Audi Club Team WRT | Silver  | BRH 1 9 | BRH 2 Ki | MIS 1 25 | MIS 2 9 | ZAN 1 11 | ZAN 2 25 | NÜR 1 11 | NÜR 2 6 | HUN 1 16 | HUN 2 14 | 5.       | 75   |

* A szezon jelenleg is zajlik.